# Воловики
Воловики́ — село в Україні, у Корюківській міській громаді Корюківського району Чернігівської області. Населення становить 414 осіб. До 2016 орган місцевого самоврядування — Забарівська сільська рада.

## Географія
Село розташоване за 20 км від районного центру і залізничної станції Корюківка . Висота над рівнем моря — 130 м.

## Топоніміка
За розповідями старожилів, село дістало назву за прізвищем одного з поселенців.

## Історія
Біля села є урочище, у якому знаходяться високі кургани, котрі місцеві жителі називають «шведські могили». Є думка, що це могили шведів, які проходили через ці місця, коли відступали після поразки під Полтавою. При розкопках в розбитому глиняному глечику були знайдені монети з зображенням польського короля Сігізмунда ІІІ і датою на звороті 1622 рік.
12 червня 2020 року, відповідно до розпорядження Кабінету Міністрів України № 730-р «Про визначення адміністративних центрів та затвердження територій територіальних громад Чернігівської області», увійшло до складу Корюківської міської громади.
19 липня 2020 року, в результаті адміністративно-територіальної реформи та ліквідації колишнього Корюківського району, село увійшло до складу новоутвореного Корюківського району.